# Sistema Kàdotxnikova
El Sistema d'en Kàdotxnikov, Sistema Kàdotxnikova o Sistema (del rus, Система Кадочникова) és un art marcial rus, soviètic, que integra, sincrèticament, elements de diversos arts marcials de l'espai soviètic.

## Història
El sistema fou creat als anys 1960 per Alksei Alekséievitx Kàdotxnikov (en rus, Алексей Алексеевич Кадочников), un enginyer mecànic de l'Exèrcit Roig, al sud de la Rússia europea. Gràcies a la seva formació tècnico-científica, i a l’entorn intel·lectual soviètic, que valorava molt positivament la ciència, va incorporar l’anàlisi i principis biomecànics a la lluita cos a cos amb i sense armes. Aquesta és la principal característica que el diferencia d'altres arts marcials russes i estrangeres.
Abans de l’aportació d’A. A. Kàdotxnikov, l'Exèrcit Roig ja era un espai privilegiat d’integració de coneixements marcials. Amb lideratges prominents des de la Rússia europea fins a l'Extrem Orient Rus, cal remarcar la figura de Víktor Afanàssievitx Spiridónov. Veterà de la guerra russo-japonesa i de la Primera Guerra Mundial, prengué partit per la Revolució d’Octubre i s’integrà a l'Exèrcit Roig. Després de la Guerra Civil Russa, establí un sistema de lluita cos a cos (1921) que es començà a practicar al Club Dynamo (1923), on s’hi formarien militars, guardes de frontera, policia especial, etc. La relació amb l'NKVD primer i el KGB després fou estreta.
El sistema de V.A. Spiridónov consistia en una integració de:
- la lluita amb baioneta o xtikovoi boi (en rus, штыковой бой), ja emprada en l’exèrcit imperial rus
- l’esgrima cosaca basada en la xaixka (en rus, шашка), una mena de sabre sense cassoleta
- la boxa russa o kulatxni boi (en rus, кулачный бой), i, possiblement
- la buza (en rus, буза), un art marcial tradicional rus.

V. A. Spiridónov també tenia coneixements de boxa anglesa, savate i jiujitsu japonès, que hi hauria integrat. Igualment, havia viatjat per Mongòlia, la Xina i l'Índia, per a estudiar-hi les arts marcials pròpies.
El Sistema Kàdotxnikova, doncs, és un refinament tardà, elaborat, d’aquesta tradició integradora soviètica i que mantenia la funció de formar els cossos d'elit soviètics com els anomenats "Spetsnaz" (en rus, "Спецназ") i el KGB. A la dècada dels 1990, després de la caiguda de la Unió Soviètica i amb l’arribada de la violència capitalista, el Sistema Kàdotxnikova s’obre al públic en general i desenvolupa una versió apta per a civils, encarada a l’autodefensa, que s’ensenyarà dins i fora del país.

## Descripció
El Sistema Kàdotxnikova és un art marcial que prepara el practicant per al combat cos a cos ja sigui amb armes o sense. Treballa a distància llarga, mitjana i curta quan el contrincant és dret i fins a dur-lo a terra. A diferència de moltes arts marcials, i especialment de les orientals, l’aproximació didàctica no se centra en la repetició de les tècniques fins a automatitzar-les sinó que prioritza la interiorització d’un seguit de principis de lluita que han de dur a la victòria (en rus, победить) i que inclouen la posició corporal, la manera de moure’s en l’espai, la manera de respirar, la gestió de les emocions, la percepció de la situació, la comprensió del sistema biomecànic, la presa de decisions, etc.
En el Sistema, es considera que tot el cos és una arma i que qualsevol objecte pot servir d'arma. És habitual de fer-hi servir ganivets, bastons, pales de sapador soviètic, fuets llargs i curts, pistoles o kalàixnikovs (inservibles). Tot i així, hi ha escoles que se centren pràcticament només en la feina de mà buida: sense armes. En aquests casos, es pot considerar que el Sistema Kàdotxnikova seria una variant del genèric rukopaixni boi (en rus, рукопашный бой) o combat sense armes.

## Nomenclatura
El nom original de l’art marcial és "Система Кадочникова", que vol dir el "Sistema d'en Kàdotxnikov": la declinació “-a” del rus correspon al genitiu, que en català es resol amb un complement del nom. "Kadotxnikov" és el cognom del creador. La fórmula "Sistema Kàdotxnikova", seria una mimetització de la fonètica del nom original en rus. Finalment, l’expressió "Sistema" també és d’ús freqüent, informal, que té l’avantatge de ser curta i pràctica però és, evidentment, equívoca.
En qualsevol dels casos, les normes de transcripció del rus al català aprovades per l'IEC, dictaminen que la transcripció correcta en català és “Sistema” i no pas cap altra. Tot i així, és possible de trobar escrit “Systema” en l’àmbit dels Països Catalans atès que sovint la paraula, i l’art marcial en si, hi ha arribat a través de llengües terceres (anglès i francès, notablement) que empren la i grega en les respectives variants del mot (“system”, “système”).